# FC Jūrmala
Az FC Jūrmala egy lett labdarúgócsapat melynek székhelye Jūrmala városában található. Jelenleg a lett élvonalban szerepel. 
Hazai mérkőzéseiket az 5000 fő befogadására alkalmas Slokas Stadionban játsszák.

## Történelem
A klubot 2008-ban alapították és a másodosztályban indultak először. 2008-ban a tizenharmadik, 2009-ben a negyedik, 2010-ben pedig a második helyen végeztek és ennek eredményeként feljutottak az első osztályba. Az első évük a legmagasabb osztályban jól sikerült és az ötödik helyet szerezték meg. A 2012–es bajnokság végén a hatodik pozícióban zártak.

## Sikerei
Lett másodosztály
2. hely (1): 2010

## Külső hivatkozások
- Hivatalos honlap (lettül)
- Adatlapja az uefa.com-on (angolul)
- Legutóbbi eredményei a soccerway.com-on (angolul)